# 1955-ös magyar tekebajnokság
Az 1955-ös magyar tekebajnokság a tizenhetedik magyar bajnokság volt. A bajnokságot július 17-én Győrben, a férfiakét a Törekvés, a nőkét a Vasas pályáján rendezték meg.

## Eredmények
| Versenyszám  | Arany                       | Arany | Ezüst                      | Ezüst | Bronz                             | Bronz |
| ------------ | --------------------------- | ----- | -------------------------- | ----- | --------------------------------- | ----- |
| Férfi egyéni | Kiricsi József Bp. Kinizsi  | 905   | Szabó József Bp. Törekvés  | 873   | Hankó György Szikra Csepeli Papír | 856   |
| Női egyéni   | Kecskés Ilona Csepeli Vasas | 444   | Költő Györgyi Kinizsi SZÉL | 443   | Wanczel Sándorné HM Bástya        | 426   |